# Aidan von Lindisfarne

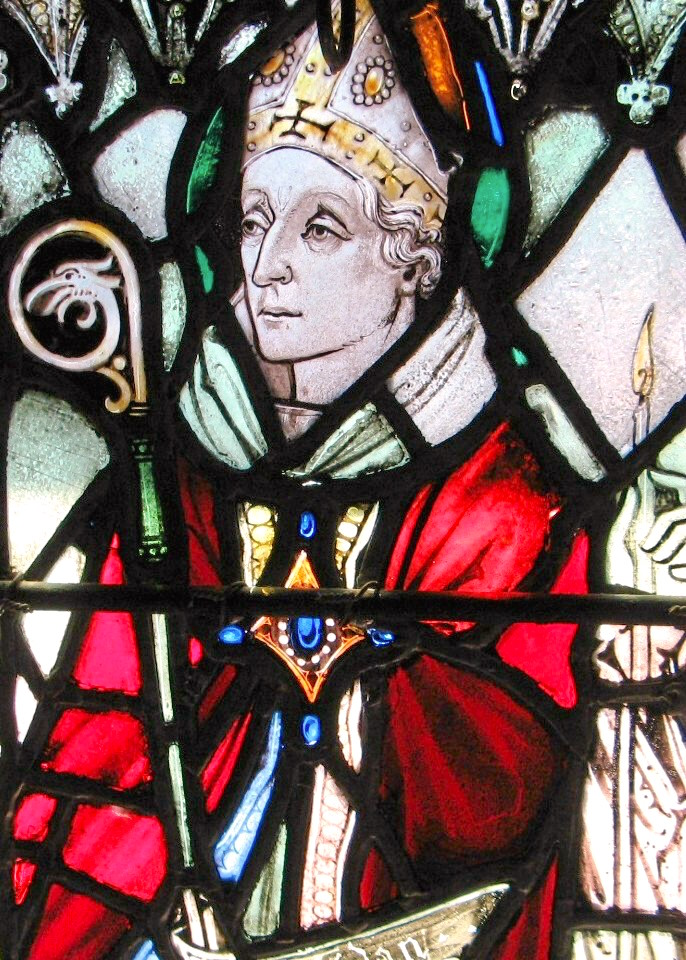
Aidan von Lindisfarne

Aidan von Lindisfarne, der Apostel von Northumbria (* wahrscheinlich in Connacht, Irland; † 31. August 651 in Bamburgh) war der Gründer und erste Bischof des Klosters auf der Insel Lindisfarne in Northumbria. Er war ein christlicher Missionar und Heiliger, der Northumbria, das ins Heidentum zurückgefallen war, rechristianisierte.
Aidan ist die anglisierte Namensform des altirischen Aodhán („kleines Feuer“).

## Leben
Aidan wurde wahrscheinlich in Connacht (Irland) geboren. Zunächst studierte er als Mönch bei St. Senán auf Iniscathay (Scattery Island), bevor er Bischof von Clogher wurde.
Im Jahre 630 legte er sein Bischofsamt nieder und ging im Zuge der Missionierung Schottlands zunächst wieder als Mönch nach Iona.
Als Oswald von Northumbria nach langem Exil unter den christlichen Pikten und Iren 634 heimkehrte und sich der Herrschaft über die nördlichen Angeln bemächtigte, beschloss er, das ihm bekannt gewordene Christentum in seinem Land einzuführen, und wandte sich darum an den Abt Segene/Segenius. Zuerst wurde Cormán als Missionar gesandt, der aber seine Missionstätigkeit bald ergebnislos aufgab und nach Iona zurückkehrte. Aidan tadelte dessen Methoden und wurde 635 selbst zum Bischof ernannt. Er ließ sich auf der in Oswalds Stammland Bernicia gelegenen kleinen Insel Lindisfarne nahe der königlichen Burg Bamburgh nieder. Auf der Insel gründete Aidan mit zwölf schottischen Mönchen im selben Jahr ein Kloster als Bischofssitz und begann mit der Christianisierung von Northumbria. Aidan predigte anfangs in schottisch-gälischer Sprache und König Oswald übersetzte für seinen anglischen Hof.
Als König Oswald 642 starb, führte sein Nachfolger Oswine die Christianisierung fort. Zwischen den beiden Männern entwickelte sich eine tiefe Freundschaft. Durch behutsame Gespräche und mit großem Einfühlungsvermögen brachten Aidan und seine Mönche das Christentum in die Gemeinden Northumbrias. Einer Legende nach schenkte der König Aidan ein Pferd, damit er nicht mehr zu Fuß gehen musste. Aidan aber schenkte das Pferd einem Bettler. Der Theologe Beda Venerabilis rühmte Aidans Demut, Glauben, Mäßigung und seinen Eifer bei der Verkündung des Glaubens. Beda hatte an Aidan nur auszusetzen, dass er am keltischen Osterdatum im Gegensatz zum römischen Brauch festgehalten habe.
Das Kloster Lindisfarne wurde zu einem Zentrum der christlichen Kunst und Kultur. Berühmt war seine Schreibschule, in der begabte Jungen wie Eata von Hexham erzogen wurden, damit die christliche Elite des Landes künftig aus Einheimischen gebildet würde. Alle northumbrischen Kirchen und Klöster nahmen hier ihren Ursprung.
Einer Legende zufolge griff König Penda von Mercia 651 Bamburgh an und versuchte die Befestigungsanlagen niederzubrennen. Aidan betete für die Stadt, worauf der Wind drehte und den Feinden Rauch und Feuer entgegenblies. Penda zog daraufhin ab.
Aidan starb am 31. August 651 in Bamburgh, 12 Tage nach der Ermordung seines Freundes Oswine, im 17. Jahr seiner Amtszeit als Bischof. Er wurde in Lindisfarne beerdigt.

## Nachwirken und Verehrung
Einige seiner Knochen wurden 664 von Coloman (Abt von Lindisfarne 661–664) nach Schottland überführt. Die in Lindisfarne verbliebenen Knochen wurden von Bischof Eardulf von Lindisfarne 875 nach langer Irrfahrt im Sarg von St. Cuthbert nach Newfield (Chester-le-Street) vor den Dänen in Sicherheit gebracht.
- Gedenktag römisch-katholisch: 31. August (nicht gebotener Gedenktag in England und Irland)
- Gedenktag orthodox: 31. August (Übertragung der Gebeine: 8. Oktober)
- Gedenktag evangelisch: 9. Juni (Evangelisch-Lutherische Kirche in Amerika)
- Gedenktag anglikanisch: 31. August[4]
- Patron der Feuerwehrleute
- Apostel von Northumbria